# 神戸ファッション造形大学短期大学部
神戸ファッション造形大学短期大学部（こうべふぁっしょんぞうけいだいがくたんきだいがくぶ、英語: Kobe College of Fashion and Design）は、兵庫県明石市明南町2-1-50に本部を置いていた日本の私立短期大学である。

## 概観

### 大学全体
- 兵庫県明石市に所在した日本の私立短期大学で、設置主体は学校法人福冨学園であった。同学園経営の神戸ドレスメーカー女学院（神戸市中央区）創立30周年記念事業として1967年に明石女子短期大学として開学した[3]。
- 初代学長の福冨芳美は最初から男女共学を希望していたが、服飾系の短大に男子は来ないという周囲の声に配慮し、やむなく女子短大として発足させた。しかし、女子のみの校風が定着すると共学化がさらに難しくなると判断し、2年後に明石短期大学と改称して共学化に踏み切った[4]。
- 1990年以降は短大名に「神戸」と冠していたが、所在地は神戸市ではなく明石市であった。
- かつては3学科を擁していたが、神戸ファッション造形大学開学後の2005年度入学生より、服飾系の学科のみとなった。
- 2009年度の入学生を最後に[注釈 2]、2011年に短期大学としての使命を終える[注釈 3]。

### 建学の精神（校訓・理念・学是）

#### 明石短期大学
1. 豊かな人格をそなえた人材の育成
2. 幅広く応用し得る専門技術
3. よりよき実生活の創造[11]

#### 神戸ファッション造形大学短期大学部
- 建学の精神は「人・創造・未来」となっていた。これは創始者である福冨芳美による言葉である。

### 教育および研究

#### 明石短期大学および神戸文化短期大学
- 服飾学科 - ファッションを流行の服飾として捉えるにとどまらず、ファッション産業界をも見据えたカリキュラムを用意していた。
- デザイン美術科 - 総合的な造形教育を通じて創造性の開発に取り組んでいた。
- 教養学科 - 国際的視野に立つ豊かな教養と実務能力を身につけることに力をいれていた。単位取得により秘書士の称号を得ることができた。

#### 神戸ファッション造形大学短期大学部
- ファッションデザイン学科 - ファッション業界で活躍するに相応しい人材育成に力をいれていた。

### 学風および特色
- 神戸ファッション造形大学短期大学部におけるファッションデザイン学科には、「アパレルデザイン」・「ファッションビジネス」・「インテリアデザイン」・「総合デザイン」の各コースがあった。
- 1年次には「カフェテリア履修」と称したカリキュラムがあった。いわゆる一般教育科目に相応するものでもあり、「調理学」や「食物学」、和洋菓子の「製菓実習」もあった。
- 短大の一大イベントとしてファッションショーがあった。

## 沿革
- 1937年
  - 4月1日 神戸ドレスメーカー女学院（英称：Kobe Dressmaker Jogakuin）が創設される。
- 1967年
  - 3月25日 左記を以て文部省[注釈 4]より短期大学の設置が認可される[注 3]。
  - 4月1日 明石女子短期大学（あかしじょしたんきだいがく、英称：Akashi Women's Junior College）が以下の学科体制にて開学[注 4]。
    - 服飾科 入学定員100名[注 5]

  - 5月1日 学生数[18]/定員
    - 服飾科 47[注釈 5]/100
- 1968年
  - 4月 水苑寮落成[19]。
  - 5月1日 学生数[20]/定員
    - 服飾科 98[注釈 5]/200

  - 11月 校歌制定[19]。
- 1969年
  - 4月1日 明石短期大学（あかしたんきだいがく、英称：Akashi Junior College）と改称[注 6]。
- 1970年
  - 1月22日 第2校舎および第3校舎竣工[19]。
  - 4月1日 以下の学科を増設する[注 7]。
    - 教養学科 入学定員50名[注釈 6]
    - デザイン美術科 入学定員40名[注釈 6]

  - 5月1日 学生数[28]/定員
    - 服飾学科 144[注釈 7]/160
    - デザイン美術科 38[注 8]/40
    - 教養学科 36[注釈 5]/50
- 1971年
  - 5月1日 学生数[29]/定員
    - 服飾学科 162[注 9]/120
    - デザイン美術科 156[注 10]/80
    - 教養学科 111[注 11]/100
- 1983年
  - 3月 短大前庭の造園完成[30]。
- 1985年
  - 5月1日 学生数[31]/定員
    - 服飾学科 189[注釈 5]/120
    - デザイン美術科 114[注 12]/80
    - 教養学科 287[注 13]/100
- 1986年
  - 3月31日 福冨記念館およびテザイン実習棟竣工[32]。
  - 5月1日 学生数[33]/定員
    - 服飾学科 212[注釈 5]/120
    - デザイン美術科 118[注釈 8]/80
    - 教養学科 245[注 14]/100

  - 7月12日 福冨学園創立50周年記念式典を挙行[32]。学苑歌発表[34]。
- 1987年
  - 5月1日 学生数[35]/定員
    - 服飾学科 237[注釈 7]/120
    - デザイン美術科 147[注釈 8]/80
    - 教養学科 282[注 15]/100
- 1990年
  - 4月1日 神戸文化短期大学（こうべぶんかたんきだいがく 英称：Kobe College of Liberal Arts）と改称[注 16]
- 1991年
  - 4月1日 以下、入学定員増あり[注 17]。
    - 服飾学科 60→120[注釈 9]
    - デザイン美術科 40→80[注釈 9]

  - 5月1日 学生数[45]/定員
    - 服飾学科 259[注釈 5]/180
    - デザイン美術科 149[注釈 10]/120
    - 教養学科 189[注釈 7]/100
- 1992年
  - 4月1日 教養学科の入学定員を50→100に増員[注 18]。
  - 5月1日 学生数[注 19]/定員
    - 服飾学科 288[注釈 5]/240
    - デザイン美術科 174[注釈 10]/160
    - 教養学科 172[注釈 5]/150
- 1993年
  - 5月1日 学生数[51]/定員
    - 服飾学科 286[注釈 5]/240
    - デザイン美術科 184[注釈 10]/160
    - 教養学科 238[注釈 5]/200
- 1994年
  - 5月1日 学生数[52]/定員
    - 服飾学科 296[注釈 7]/240
    - デザイン美術科 176[注 20]/160
    - 教養学科 251[注 21]/200
- 1995年
  - 5月1日 学生数[53]/定員
    - 服飾学科 248[注釈 5]/240
    - デザイン美術科 162[注 22]/160
    - 教養学科 231[注 23]/200
- 1996年
  - 5月1日 学生数[54]/定員
    - 服飾学科 189[注 24]/240
    - デザイン美術科 145[注 25]/160
    - 教養学科 186[注 26]/200
- 1997年
  - 5月1日 学生数[55]/定員
    - 服飾学科 174[注 27]/240
    - デザイン美術科 140[注釈 11]/160
    - 教養学科 142[注釈 11]/200
- 1998年
  - 5月1日 学生数[56]/定員
    - 服飾学科 183[注 28]/240
    - デザイン美術科 151[注釈 12]/160
    - 教養学科 92[注 29]/200
- 1999年
  - 5月1日 学生数[57]/定員
    - 服飾学科 218[注 30]/240
    - デザイン美術科 141[注釈 12]/160
    - 教養学科 68[注 31]/200
- 2003年
  - 4月1日 専攻科の設置が認められ、以下の課程を設ける[注 32]。
    - 造形専攻 入学定員30名
- 2004年
  - 4月1日 以下については、この年度で学生募集を最終とする[注 33]。
    - 教養学科[注釈 13]
    - デザイン美術科[注釈 13]
    - 専攻科造形専攻[66]
- 2005年
  - 4月1日 服飾学科の入学定員を120→100に減員[注 34]。
- 2008年
  - 4月1日 神戸ファッション造形大学短期大学部に改組し、かつ服飾学科をファッションデザイン学科に改称[注 35]。
- 2009年
  - 4月1日 この年度で短期大学としての学生募集を最終とする[注釈 2]。
- 2011年
  - 7月7日 左記をもって正式に廃止となる[注釈 3]。

## 基礎データ

### 所在地
- 兵庫県明石市明南町2-1-50

校地は野々池貯水池に隣接していた。1967年の明石女子短期大学開学時は一面の田園地帯で、周囲のめぼしい施設は兵庫県立明石南高等学校があっただけだったが、その後徐々に宅地化が進み、1977年に明石市立野々池中学校、1978年に神戸市立王塚台中学校、1980年に明石市立沢池小学校・幼稚園、1986年に神戸市立出合小学校が開校するなど、文教地区としての性格を帯びるようになった。
閉学後の2013年に校舎は解体され、それ以降は住宅の分譲地となった。

### 校歌
- 明石短期大学校歌

白川渥 作詞、大中恩 作曲
- 明石短期大学学苑歌

中村正昭 作詞、武岡徹 作曲

### 当時の交通アクセス
- JR神戸線西明石駅下車北へ徒歩15分。
  - 神姫バス 5系統、6系統 上ヶ池公園・沢野経由高丘巡回天郷行 [鳥羽弁財天バス停] 下車後8分
  - Tacoバス 西明石北ルート [野々池貯水池バス停] 下車後3分

かつて1998年春頃まで神姫バス、明石市営バスが明石駅-硯町-西明石-明石短大前（短大線）を共同運行していた。

### 象徴
- 右記資料を参照のこと[注 36]

## 教育および研究

### 組織

#### 明石短期大学および神戸文化短期大学
- 服飾学科→ファッションデザイン学科
- 教養学科 入学定員100名[注釈 14]
- デザイン美術科 入学定員80名[注釈 14]

#### 神戸ファッション造形大学短期大学部
- ファッションデザイン学科 入学定員70名[注 37]

#### 専攻科
- 造形専攻 入学定員30名[注 38]

#### 別科
- なし

##### 取得資格について
- 明石短期大学および神戸文化短期大学の時代には以下の教職課程や資格課程があった[注 39]。
  - 中学校教諭二種免許状
    - 家庭：服飾学科
    - 美術：デザイン美術科
    - 社会・司書教諭：教養学科

  - 司書：教養学科
  - 衣料管理士：服飾学科
  - 社会教育主事：教養学科
  - 秘書士：教養学科

### 研究
- 『明石短期大学研究紀要』（1970年発刊）[82][83]
- 『神戸文化短期大学研究紀要』[84]

## 学生生活

### 部活動・クラブ活動・サークル活動
- 神戸ファッション造形大学短期大学部のクラブ活動（明石短期大学および神戸文化短期大学含む）
  - 体育系：テニス・バスケットボール・バレーボール・ジャズダンスほか
    - ジャズダンス部は1988年8月に開催された第1回全日本高校・大学ダンスフェスティバルの参加発表部門に出場した[85]。翌年の第2回全日本高校・大学ダンスフェスティバルにもエントリーしていたが[86]、実際の出場校一覧に名前が見られないため[87]、7月23日に起きた悲劇的な出来事[88]のために出場を辞退したと考えられる。

  - 文化系：ワープロほか

### 学園祭
- 大学祭は「野々池祭」と呼ばれ、第1回の大学祭は1968年11月15日から17日まで開催された[89]。

## 大学関係者と組織

### 大学関係者一覧

#### 教職員
- 福冨芳美：初代学長
- 白川渥：名誉教授、明石短期大学校歌の作詞者
- 室井綽：兵庫県教育委員会[90]
- 大丸弘：平安女子短期大学講師[90]
- 滝沢真弓：樟蔭東女子短期大学教授[90]
- 和田鶴蔵：神戸大学教授[90]

#### 協力者
- 小磯良平：画家、元東京芸術大学教授[90]
- 山脇巌：日本大学教授[90]
- 古林喜楽：元神戸大学学長[90]
- 上野直蔵：同志社大学教授[90]
- 外山卯三郎：美術評論家[90]
- 柳原義達：彫刻家、日本大学教授[91]

#### 出身者
- 宮脇万 - インテリアデザイナー
- たなかしん - 絵本作家

## 施設

### キャンパス
明石短期大学時代には以下の施設があった。
- 前庭 - 高さ22mのケヤキの大樹が植えられていた[30]。
- 管理棟 - 事務局、理事長室、学長室、応接室、医務室など[92]。
- 1号館 - 学生ホール、食堂、繊維・絵画・インテリアデザイン・染色・調理・服飾の実習室[92]。
- 2号館 - 染織デザインコースの実習室、就職相談室、学生ロッカー室など[92]。
- 3号館 - 大講堂、階段教室、普通講義室、LL教室、英文タイプの実習室があり、主に教養学科が使用した[92]。
- 福冨記念館 - 1階に図書館、視聴覚ホール、情報管理室、大会議室、2階に記念ホール（体育館兼用）があった[93]。
- テザイン実習棟 - 木工、彫金、彫塑、立体造形などの制作が行われた[92]。
- グラウンド - ポプラの木々が並び、ベンチも置かれていた[94]。

### 寮
- 水苑寮（100名収容）

## 対外関係

### 他大学との協定

#### オーストラリア
- イーデス・コーワン大学

### 系列校
- 神戸ファッション造形大学
- 神戸ファッション専門学校

## 社会との関わり
- 高大連携や出前講義が行われていた。
- 1979年から大丸神戸店でデザイン美術科の展覧会と服飾学科のファッションショーを開催していた（神戸ドレスメーカー学院との共催）[95]。
- 1980年から明石市教育委員会の後援により公開講座を開催していた[96]。
- 1987年から神戸国際会館で文化講演会を開催していた[96]。

## 卒業後の進路について

### 就職について
- 就職先として教員、官公庁、繊維会社、百貨店、研究所、デザイナー、設計事務所、広告会社、各種図書館、公共施設、その他一般企業などが挙げられる[97]。

### 編入学・進学実績
- これまでの実績では、系列の神戸ファッション造形大学ほか愛知産業大学・成安造形大学などがあった[98]。

## 出来事
- 明石短期大学は1990年4月1日に神戸文化短期大学と改称した。しかし、1990年度用の入試要項では校名変更を予告しておらず、『福冨学園50年史』でも校名変更の理由説明は皆無であり、改称時に学科再編や新校舎開設を伴わないなど、不自然な点が目立つ。1989年7月23日に起きた悲劇的な出来事[88]との関連性は不明だが、少なくともこの校名変更が入念な準備の下で行われたものでないことは明らかである。
- 1993年5月、神戸文化短期大学の学生寮で寮生32人がサルモネラ菌による食中毒の症状を訴え、このうち17人が入院した。原因は寮生らが13日夜に食べた給食のオムレツとみられ、給食業者は3日間の営業停止処分を受けた[99]。
- 1998年10月6日午前1時50分頃、神戸文化短期大学の校舎1階の絵画教室から出火。消防車8台が出動して消火活動にあたり、約50分後に鎮火したが、教室内の壁や天井、卒業生の美術作品などが焼けた。出火当時の教室は無人で、火の気もなかったという[100]。

## 公式サイト
- 神戸ファッション造形大学短期大学部